# Природно-заповідний фонд Семенівського району (Полтавська область)
Природно-заповідний фонд Семенівського району становить 17 об'єктів ПЗФ (1 національний природний парк, 8 заказників, 6 пам'яток природи, 1 заповідне урочище, 1 дендрологічний парк). З них 6 — загальнодержавного значення. Нижньосульський національний природний парк та Сулинський ландшафтний заказник лише частково розташовані на території району. Загальна площа об'єктів ПЗФ місцевого значення — 741,71 га.

## Території та об'єкти

### Природні території та об'єкти

#### Національний природний парк
| Назва об'єкта                | Тип, категорія, значення    | Рік створення | Площа (га) | Місцезнаходження                                                              | Зображення |
| ---------------------------- | --------------------------- | ------------- | ---------- | ----------------------------------------------------------------------------- | ---------- |
| «Нижньосульський» (частково) | Національний природний парк | 2010          | 18635,11   | у межах Семенівського району: в околицях сіл Горошине, Погребняки, Дем'янівка |            |

#### Заказники
| Назва об'єкта    | Тип, категорія, значення                           | Рік створення | Площа (га) | Місцезнаходження                                                              | Зображення |
| ---------------- | -------------------------------------------------- | ------------- | ---------- | ----------------------------------------------------------------------------- | ---------- |
| «Гракове»        | Заказник гідрологічний загальнодержавного значення | 1983          | 500        | с. Оболонь, с. Новоселиця                                                     |            |
| «Кривенківський» | Заказник ландшафтний місцевого значення            | 1995          | 94,2       | с. Білогуби, Семенівське лісництво, кв. 29 вид. 3                             |            |
| «Криворудський»  | Заказник гідрологічний місцевого значення          | 1992          | 260        | смт. Семенівка, с. Веселий Поділ                                              |            |
| «Лубкове»        | Заказник гідрологічний місцевого значення          | 1992          | 260        | с. Очеретувате                                                                |            |
| «Острів»         | Заказник ландшафтний місцевого значення            | 1995          | 60         | с. Веселий Поділ                                                              |            |
| «Рогозів куток»  | Заказник гідрологічний загальнодержавного значення | 1996          | 1600       | с. Худоліївка, с. Новий Калкаїв                                               |            |
| «Солоне»         | Заказник гідрологічний загальнодержавного значення | 1982          | 400        | с. Наталенки                                                                  |            |
| «Сулинський»     | Заказник ландшафтний загальнодержавного значення   | 1998          | 23290      | у межах Семенівського району: в околицях сіл Горошине, Погребняки, Дем'янівка |            |

#### Пам'ятки природи
| Назва об'єкта            | Тип, категорія, значення                      | Рік створення | Площа (га) | Місцезнаходження                                                    | Зображення |
| ------------------------ | --------------------------------------------- | ------------- | ---------- | ------------------------------------------------------------------- | ---------- |
| «Дуб черешчатий»         | Пам'ятка природи ботанічна місцевого значення | 1964          | 0,02       | с. Горошине, на території зерно-заготівельного пункту               |            |
| «Дуб черешчатий»         | Пам'ятка природи ботанічна місцевого значення | 1989          | 0,05       | с. Дем'янівка, біля старої церкви                                   |            |
| «Дуби черешчаті»         | Пам'ятка природи ботанічна місцевого значення | 1993          | 0,14/6     | смт. Семенівка, територія Семенівської центральної районної лікарні |            |
| «Заїчинські схили»       | Пам'ятка природи ботанічна місцевого значення | 1995          | 3          | с. Заїчинці                                                         |            |
| «Богданівський парк»     | Пам'ятка природи ботанічна місцевого значення | 1970          | 10         | с. Богданівка                                                       |            |
| «Парк ім. Л. І. Глібова» | Пам'ятка природи ботанічна місцевого значення | 1964          | 18,7       | с. Веселий Поділ                                                    |            |

#### Заповідне урочище
| Назва об'єкта | Тип, категорія, значення | Рік створення | Площа (га) | Місцезнаходження                         | Зображення |
| ------------- | ------------------------ | ------------- | ---------- | ---------------------------------------- | ---------- |
| «Кононівське» | Заповідне урочище        | 1998          | 35,6       | с. Грицаї, Семенівське лісництво, кв. 28 |            |

### Штучно створені об'єкти

#### Дендрологічний парк
| Назва об'єкта   | Тип, категорія, значення                        | Рік створення | Площа (га) | Місцезнаходження | Зображення |
| --------------- | ----------------------------------------------- | ------------- | ---------- | ---------------- | ---------- |
| «Криворудський» | Дендрологічний парк загальнодержавного значення | 1975; 2016    | 12         | с. Крива Руда    |            |